# Vladimir Dimitrov - Maistora
Vladimir Dimitrov imenovan Majstora (bolgarsko Владимир Димитров - Майстора), bolgarski slikar, grafik in učitelj, * 1. februar 1882, Frolosh, Okraj Kjustendil, Bolgarija, † 24. september 1960, Sofija.
Vladimir Dimitrov je eno izmed najbolj opaznih imen v zgodovini bolgarskega slikarstva.